# 神化嬌嬌女
《神奇糖》是手塚治虫創作的日本漫畫作品，於《小學一年生》上進行連載。1971年10月至1972年3月播放全26集電視動畫。

## 提要
故事的主角是一位小女孩メルモ。在她九歲那年，她媽媽下班途中出車禍去世了。她媽媽死後靈魂被送到天堂，由於十分擔心家中的三個小孩（他們年紀都還很小，即使是年紀最大的メルモ也才九歲；這個年紀的孩子都很難獨自生活了，更何況還要照顧兩名弟弟），於是央求天神讓她回去照顧小孩；但礙於「人死不能復生」，天神也不能答應這個要求。最後，天神給媽媽一罐神奇糖果，讓她轉交給メルモ。吃下紅色糖果則能瞬間變大人，吃下藍色糖果則會變回小孩；連續吃下兩顆紅色糖果會變成胚胎（类似哆啦A梦的年龄的源泉绳子），然後就可以選擇變成想變的動物。
當メルモ變成大人時，衣服沒跟著身體長大，因此常會有爆衣的畫面；就算衣服沒破，穿在身上仍有緊身衣的效果，看起來頗為養眼，算是早期動漫的一些殺必死。(只有動畫是這樣。漫畫中，メルモ的衣服在她身體長大時，能隨她的意念做變化。)
雖然在整部故事中，主軸是メルモ與她兩個弟弟的冒險故事，手塚治虫也有加入一些性教育的元素。
本作主角的名字メルモ(merumo)是來自英文「metamorphose」，意思是「變態」。

## 電視劇
2000年4月13日、朝日電視台所播映的「手塚治虫劇場」として『るんは風の中』、『カノン』と共にドラマ化された。劇本は梅田みか、演出為五木田亮一。

### 人物
- メルモ - 兒玉真菜（小孩）、木村佳乃（大人）
- 明彥 - 寺脇康文
- メルモの母 - 風吹ジュン
- 山崎一
- 高橋理奈

## 外部連結
- 手塚治虫公式サイト内作品ページ（マンガ） （页面存档备份，存于）（日語）
- 手塚治虫公式サイト内作品ページ（アニメ） （页面存档备份，存于）（日語）
- 手塚治虫マガジン倶楽部 - ふしぎなメルモ （页面存档备份，存于）（日語）
- TOKYO MX.テレビ リニューアル版アニメ公式HP （页面存档备份，存于）（日語）